# Kutta, Virajpet
Kutta là một làng thuộc tehsil Virajpet, huyện Kodagu, bang Karnataka, Ấn Độ.